# 王瑜 (岳池知縣)
王瑜（？年—？年），正白旗漢軍黑達色佐領下人，清朝政治人物。

## 生平
由監生考授吏目選授會理州吏目，乾隆五十一年署四川順慶府岳池縣知縣。